# Mladen Palac
Mladen Palac est un joueur d'échecs croate né le 18 février 1971 à Donji Mamići en Bosnie-Herzégovine. Grand maître international depuis 1993, il a remporté le tournoi de grands maîtres du festival d'échecs de Bienne en 1998, le tournoi d'échecs de Reggio d'Émilie en 2002-2003 (ex æquo avec Chabanon) et quatre championnats de Croatie (en 2001, 2004, 2008 et 2012).
Au 1er août 2016, il est le numéro deux croate avec un classement Elo de 2 623.

## Compétitions par équipe
Il a représenté la Croatie lors du championnat du monde d'échecs par équipe de 1997 (la Croatie finit sixième), de six olympiades (en 1996 et de 2006 à 2014), ainsi que sept championnats d'Europe par équipe (1997, 1999, 2005, 2007, 2011, 2013 et 2015), remportant deux médailles d'or individuelles (en 1997 et 2005).